# Parraleta
 ‘Parraleta’  (auch als ‘Carcajolo nera’ bekannt) ist eine Rotweinsorte, welche früher in Somontano Bedeutung hatte.

## Herkunft
Die rote Rebsorte ‘Parraleta’ stammt aus Spanien. Obwohl diese Rebe mit unterschiedlichen Namen in vielen Ländern angebaut wurde/wird, stammt sie wahrscheinlich aus dem Bereich Somontano in der nordostspanischen Provinz Huesca. Unter dem Namen ‘Parrel’ wurde sie bereits im Jahre 1765 erwähnt.

## Verbreitung
Mit DNA-Analysen wurde festgestellt, dass die als eigenständig geführten Sorten ‘Carcajolo Noir’, ‘Carenisca’, ‘Parraleta’, ‘Salceño Negro’ und ‘Tinta Caiada’ identisch sind. Die Sorte ‘Parraleta’ hat sich wahrscheinlich von Spanien nach Portugal sowie über Sardinien nach Korsika (oder umgekehrt) verbreitet.
Die früher weit verbreitete Sorte ‘Parraleta’ ist vom Aussterben bedroht. In Spanien hat sich die Rebfläche seit Mitte der 1970er-Jahre um 99 % drastisch verringert. In der Provinz Huesca im Bereich Somontano (Aragon) sind nur mehr 75 ha damit bestockt. In Portugal sind es unter verschiedenen Namen (aber zumeist ‘Tinta Caiada’) rund 250 ha Rebfläche. Auf Korsika wurden unter dem Namen ‘Carcajolo Noir’ rund 50 ha erhoben. Auf Sardinien wird die zumeist ‘Carenisca’ genannte Sorte kaum erwähnt. In Australien scheint sie unter ‘Bonvedro’ in den Statistiken gar nicht mehr auf. In der Statistik des Kym Anderson (University of Adelaide) wurden für 2010 insgesamt 346 ha angeführt.

## Eigenschaften
‘Parraleta’ ist eine sehr ertragreiche Sorte mit kleinen bis mittleren und relativ kompakten Trauben. Die relativ früh reifende Sorte ‘Parraleta’ ist anfällig für Botrytis.

## Wein
‘Parraleta’ erbringt tiefdunkle, alkoholreiche Rotweine mit duftigem Aroma.

## Synonyme
‘Bariadorgia’, ‘Bastardo’, ‘Bombedra’, ‘Bomogastro’, ‘Bomvedro’, ‘Bonifacienco’, ‘Bonifazino’, ‘Bonvedro’, ‘Bunifazinu’, ‘Cacagliola’, ‘Carcaghjoliu Neru’, ‘Carcaghjolu Neru’, ‘Carcagiola’, ‘Carcajiola’, ‘Carcajola Noir’, ‘Carcajolo’, ‘Carcajolo Nero’, ‘Carcajolo Noir’, ‘Cargajola’, ‘Caricagiola’, ‘Espagnin’, ‘Espagnin Noir’, ‘False Carignan’, ‘Lambrusco de Alentejo’, ‘Marota’, ‘Monvedro’, ‘Monvedro (Oeste)’, ‘Monvedro de Sines’, ‘Monvedro Tinto’, ‘Morteira’, ‘Murteira’, ‘Paraletta’, ‘Parralada’, ‘Parraleta’, ‘Parreleta’, ‘Pau Ferro’, ‘Ribote’, ‘Ribote’, ‘Salceno Negro’, ‘Tinta Caiada’, ‘Tinta Da Lameira’, ‘Tinta Do Lameiro’, ‘Tinta Lameira’, ‘Tinta Murteira’, ‘Tintorro’, ‘Torres d'Algarve’
Trotz Ähnlichkeiten in Synonymen ist ‘Parraleta’, ‘Carcajolo nera’ keine Mutation von der italienischen Weißweinsorte ‘Bariadorgia’, die auch als ‘Carcajolo blanc’ auf Korsika bekannt ist.

## Weblink
- Rebsorten von Portugal bei winesofportugal.com.